# Electrónica digital

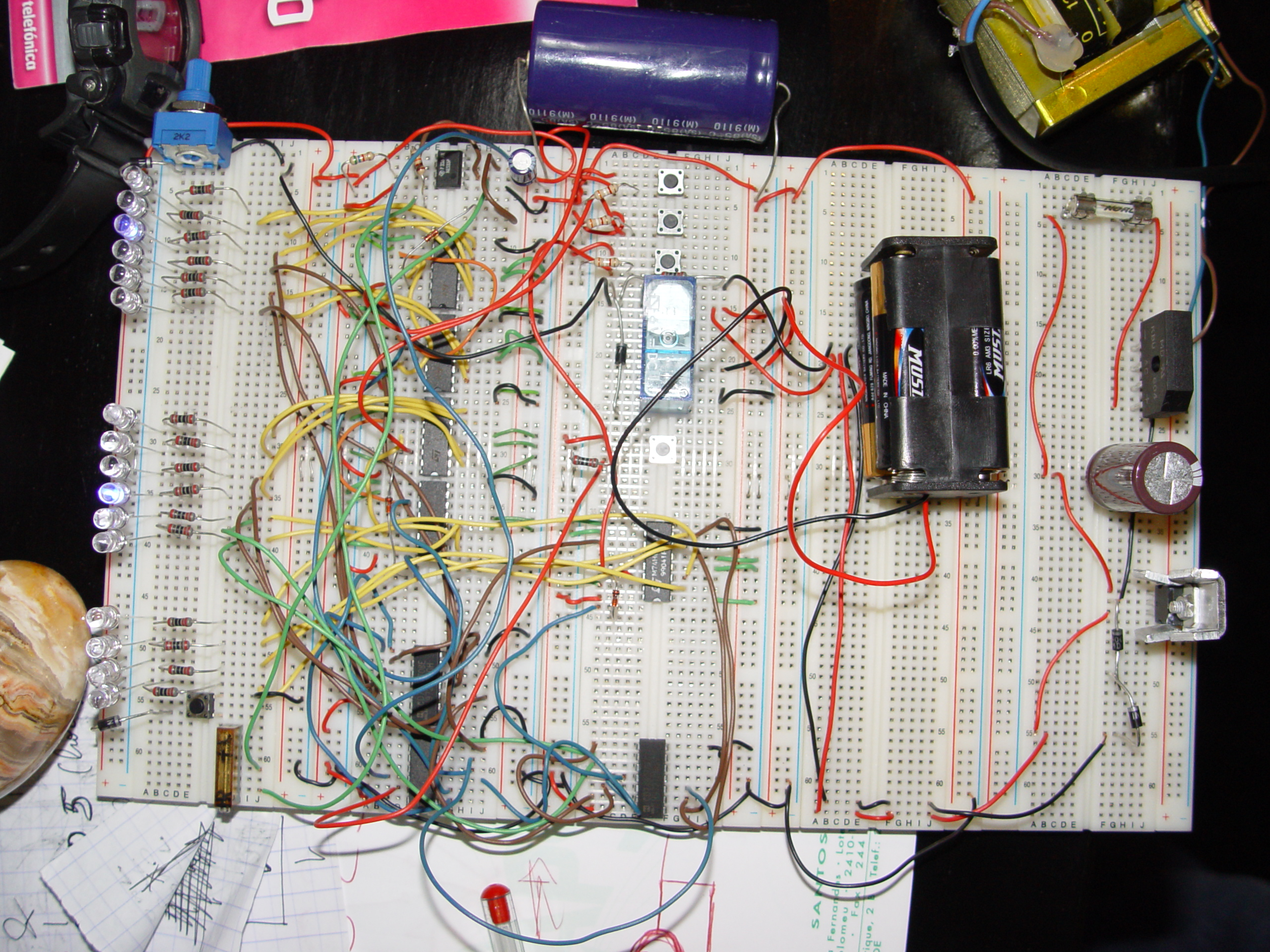
Circuito digital de un reloj binario en una placa de pruebas.

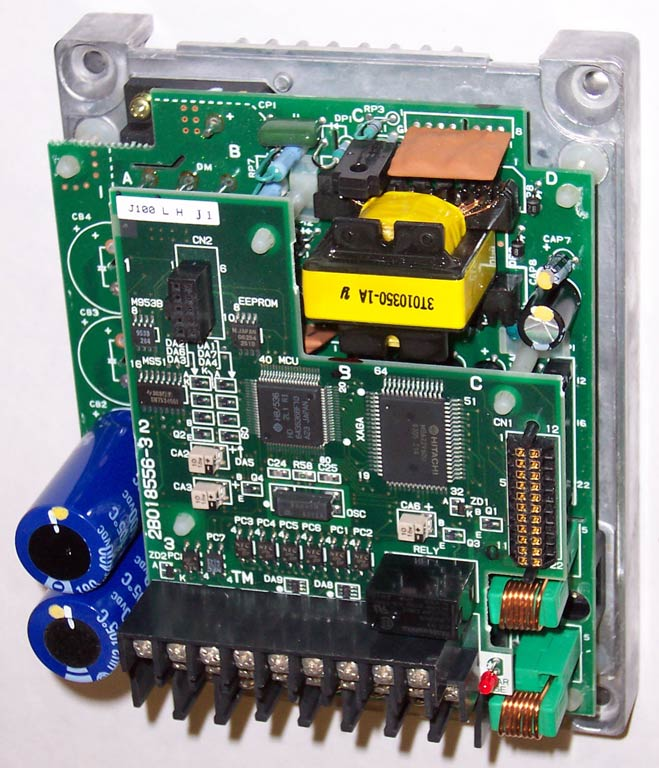
Controlador digital industrial.

La electrónica digital es la rama de la electrónica más moderna y que evoluciona más rápidamente. Se encarga de sistemas electrónicos en los que la información está codificada en estados discretos, a diferencia de los sistemas analógicos donde la información toma un rango continuo de valores.
En la mayoría de sistemas digitales, el número de estados discretos es tan solo de dos y se les denomina niveles lógicos. Estos niveles se representan por un par de valores de voltaje, uno cercano al valor de referencia del circuito (normalmente 0 voltios, tierra o "GND"), y otro cercano al valor dado por la fuente de alimentación del circuito. Estos dos estados discretos reciben muchas parejas de nombres en libros de electrónica y otros textos especializados, siendo los más comunes "0" y "1", "false" y "true", "off" y "on" o "bajo" y "alto" entre otros. Tener solo estos dos valores nos permite usar el álgebra booleana y códigos binarios, los que nos proporciona herramientas muy potentes para realizar cálculo sobre las señales de entrada.
Al hablar de electrónica digital estamos en presencia del mayor avance en cuanto a ciencia electrónica se refiere. Al principio los mecanismos interactuaban entre sí por movimientos y secuencia preconcebidas para obtener un mismo resultado, la invención de las válvulas, luego los transistores, los chips y por último los microprocesadores así como los microcontroladores han llevado a esta ciencia a posicionarse como una de las más precisas en lo que concierne a procesamiento de datos, imagen y vídeos.
Los más complejos sistemas digitales, aplicados y útiles hoy en día son posibles gracias a la integración de los componentes, herramientas, equipos y subsistemas electrónicos, informáticos y mecánicos. En tiempos modernos es tan fácil tocar una pantalla con nuestras manos (pantalla táctil), ejecutar un comando de voz y cambiar un canal o abrir una ventana, apagar y encender una bombilla; todo gracias a la electrónica digital. Como su nombre lo indica ella se sustenta en su propio lenguaje, el lenguaje de código binario "1" y "0", se crean ciclos de palabras, password, secuencias de bit y byte y se hace realidad lo que nunca se pensó poder monitorear en tiempo real un proceso a miles de kilómetros de distancia. Todas las demás ciencias hoy en día se deben a la invención de los sistemas digitales, es difícil pensar en cocinar algo, llamar a un pariente lejano o ir al cine sin dejar a un lado la electrónica digital.
Por eso podemos decir que ella misma contempla los mejores avances y conducen la vida al futuro, claro complementada por las telecomunicaciones y por las ciencias exactas, la informática, la mecatrónica, la ciencia médica con aplicaciones de prótesis, chips cerebrales, los mismos juegos de realidad virtual y videojuegos infantiles y los no tan infantiles. En conclusión, los desarrollos tecnológicos gestados en laboratorios, instalaciones militares, los avances y ayudas humanitarias a países y personas en sitios, aún hoy en día, remotos e inhóspitos, no serían posibles sin esta rama de la ingeniería, la electrónica, pero principalmente, la digital, la cual es hoy en día una de las más importantes, versátil y sigue en avance y crecimiento en tiempos globalizados.
La electrónica digital ha alcanzado una gran importancia debido a que es utilizada para realizar autómatas y por ser la piedra angular de los sistemas microprogramados como son los ordenadores o computadoras.

## Clasificación
Los sistemas digitales pueden clasificarse del siguiente modo:
- sistemas cableados

- combinacionales
- secuenciales
- memorias
- convertidores

- sistemas programados

- microcontroladores
- microprocesadores